# ماثيو كيلغالون
ماثيو كيلغالون (بالإنجليزية: Matthew Kilgallon)‏ (مواليد 8 يناير 1984 في يورك - إنجلترا) لاعب كرة قدم إنجليزي يلعب حاليا لصالح نادي الدرجة الممتازة سندرلاند الإنجليزي منذ 2010 في مركز قلب الدفاع كما يجيد اللعب في مركز الظهير الأيسر .

## روابط خارجية
- ماثيو كيلغالون على موقع قاعدة بيانات كرة القدم.إي يو (الإنجليزية)
- ماثيو كيلغالون على موقع Soccerbase.com (لاعب) (الإنجليزية)
- ماثيو كيلغالون على موقع Soccerway.com (الإنجليزية)
- ماثيو كيلغالون على موقع عالم كرة القدم.نت (الإنجليزية)
- ماثيو كيلغالون على موقع كووورة
- ماثيو كيلغالون على موقع AS.com (الإسبانية)